# Un latido distinto
Un latido distinto era una telenovela argentina producida y dirigida para ATC (hoy Televisión Pública) en 1981. Fue protagonizada por Mónica Jouvet (reemplazada por Mariángeles Ibarreta) y Carlos Olivieri, coprotagonizada por María Aurelia Bisutti y Alberto Argibay. Además contó con las participaciones estelares de Donna Caroll, Enzo Bellomo y la primera actriz Hilda Bernard.
Mónica Jouvet falleció víctima de un accidente de tránsito y fue reemplazada por Mariángeles Ibarreta, pero a las pocas semanas la telenovela fue levantada de la programación.

## Elenco
- Mónica Jouvet - Gabriela (1)
- Mariángeles Ibarreta - Gabriela (2)
- Carlos Olivieri - Eduardo
- María Aurelia Bisutti - Soledad
- Alberto Argibay - Ricardo
- Donna Caroll - Michelle
- Hilda Bernard - Sara
- Enzo Bellomo - Germán
- Delfy de Ortega - Josefa
- Rosa Ferré - Vivian
- Ivonne Fournery - Irene
- Marta Gam - María
- Fabián Gianola - Washington
- Ariel Keller - Morando
- Jorge Larrea - Paéz
- Jorge Mayor - Mauricio
- Patricia Palmer - Molly
- Raúl Filippi - Tom
- Roberto Pieri - Rodolfo
- Ricardo Robles - Pedro
- Walter Soubrié - Rivero
- Alfonso Stella - Francisco
- Deborah Warren - Paulina

## Equipo de producción
- Historia: Celia Alcántara
- Tema: El mal de amor
- Intérprete: Michel Sardou
- Dirección: Juan Manuel Fontanals